# Tönnies Bremer
Tönnies Bremer (auch: Thönnies Brehmer geboren vor 1616; gestorben Ende März 1628) war ein deutscher Goldschmied und Münzmeister der Stadt Hannover. Sein Münzzeichen war der Großbuchstabe B mit einer darauf liegenden eckigen Klammer mit nach unten hängenden Ecken.

## Leben
Tönnies Bremer wirkte ab 1616 als Wardein der Stadt Hannover, bevor er in dieser Funktion von „Hans Notelmann“ abgelöst wurde.
Bei der Wiederaufnahme des städtischen Münzbetriebs im Jahr 1622 wurden Bremer und Notelmann am 3. April erneut vereidigt und auf dem Münzprobationstag zu Halberstadt vom 21. bis 25. Oktober desselben Jahres vorgestellt. Bremer gab dabei über sich selbst die Auskunft, dass er nicht das Münzwerk, sondern das Handwerk des Goldschmiedens gelernt habe. Zeitweilig habe er als Blockgießer der Münze gearbeitet, bevor er nach einer Unterbrechung erst vom Rat der Stadt Hannover und aktuell von der Landschaft zum Münzmeister bestellt worden sei.
Nach Bremers Tod war die Stelle des hannoverschen Münzmeisters von April bis Ende Oktober 1628 vakant; in diesem Zeitraum wachten Hans Lafferds und Jsaak Hennigsen über den Münzbetrieb, während der städtische Münzohm Peter die Prägung besorgte.

## Werke (Auswahl)
Bremer schuf ab 1620 verschiedene Groschen, darunter
- einen Typus im Gegenwert von 1/24 Taler, dessen Vorderseite im Feld das Wappen der Stadt Hannover zeigt. Im Torbogen über dem Kleeblatt findet sich bei dieser Prägung kein Fallgatter. Die Rückseite zeigt unter anderem einen Reichsapfel;[1]
- ein anderer Typus von 1620 ist ein Kippergroschen, bei dem zweifelhaft ist, ob er direkt im Stadtgebiet von Hannover von Bremer selbst geprägt wurde;[1]
- 1622: Mariengroschen[1]